# My Dad Wrote a Porno
My Dad Wrote a Porno was een Britse comedypodcast gepresenteerd door Jamie Morton, James Cooper en Alice Levine. De podcast werd uitgebracht van 4 oktober 2015 tot 12 december 2022 en in elke aflevering las Morton een nieuw hoofdstuk voor uit Belinda Blinked, een amateur-erotische romanreeks geschreven door zijn vader onder het pseudoniem Rocky Flintstone. Morton, Cooper en Levine reageren op het materiaal en geven doorlopend commentaar. In elke aflevering hoorden Cooper en Levine het hoofdstuk voor het eerst, terwijl Morton het hoofdstuk van tevoren had gelezen ter voorbereiding.
Tijdens de uitzending werd de podcast meer dan 430 miljoen keer gedownload. Op 11 mei 2019 zond HBO een comedyspecial uit van de serie met een "verloren hoofdstuk" uit een van de boeken. De special werd twee avonden lang gefilmd voor een live publiek in het Roundhouse Theatre in Londen.